# Josef von Waser
Josef von Waser (12. března 1811 Ptuj – 12. května 1899 Štýrský Hradec) byl rakouský právník, vysokoškolský pedagog a politik ze Štýrska, v 2. polovině 19. století poslanec Říšské rady.

## Biografie
Vystudoval gymnázium v Mariboru, pak studoval filozofii v Olomouci a práva ve Štýrském Hradci. Roku 1834 získal na Vídeňské univerzitě titul doktora práv. Roku 1836 nastoupil jako suplent v oboru trestního práva na Vídeňskou univerzitu. Od roku 1838 působil coby profesor filozofie práva a rakouského trestního práva na Innsbrucké univerzitě. Napsal řadu odborných článků a podílel se na tvorbě trestního zákoníku. Roku 1848 se stal radou zemského soudu v Innsbrucku a roku 1850 státním návladním ve Štýrském Hradci. Roku 1854 mu byl udělen Řád železné koruny a byl povýšen do rytířského stavu. Štýrský Hradec mu roku 1853 udělil čestné občanství. Od roku 1854 do roku 1865 působil coby vrchní státní návladní ve Štýrském Hradci.
Roku 1861 a opět roku 1867 byl zvolen na Štýrský zemský sněm za městskou kurii, obvod Ptuj, Ormož, Središče ob Dravi, Ljutomer a Rogaška Slatina. Zemský sněm ho roku 1861 zvolil i do Říšské rady. V Říšské radě náležel k aktivním poslancům, zaměřoval se na právní tematiku. Podporoval svobodu tisku. 2. prosince 1865 pronesl na zemském sněmu kritický projev k tehdejší vídeňské vládě Richarda Belcrediho. Kvůli tomu ztratil post státního návladního. Opětovně byl do zemského sněmu zvolen roku 1867. Do Říšské rady byl sněmem znovu delegován roku 1867 a 1870. Patřil k centralistické a provídeňské Ústavní straně. Odmítal snahy Slovinců o zavádění slovinského jazyka k soudům v Štýrsku.
Zastával funkci prezidenta vrchního zemského soudu v Klagenfurtu, za ministra Eduarda Herbsta měl funkci sekčního šéfa na ministerstvu spravedlnosti a následně se stal prezidentem vrchního zemského soudu v Štýrském Hradci. Roku 1892 odešel do penze. Zasedal v Panské sněmovně (jmenovaná horní komora Říšské rady).
Zemřel v květnu 1899.